# ماريانا كار
ماريانا كار (بالإسبانية: Mariana Karr)‏ هي ممثلة مكسيكية، ولدت في 29 نوفمبر 1949 في بوينس آيرس في الأرجنتين، وتوفيت في 31 يوليو 2016 في مدينة مكسيكو في المكسيك بسبب نوبة قلبية.

## وصلات خارجية
- ماريانا كار على موقع IMDb (الإنجليزية)
- ماريانا كار على موقع قاعدة بيانات الفيلم (الإنجليزية)